# Сердце зверя. Синий взгляд смерти
«Се́рдце Зве́ря. Си́ний взгляд сме́рти» — роман в жанре фэнтези Веры Камши, третий том, состоящий из четырёх частей, пятой книги цикла «Отблески Этерны». Роман «Синий взгляд смерти» был поставлен в 2010 году журналом «Мир фантастики» на пятое место по рейтингу ожидаемости.

## Закат

### Сюжет
Руперт фок Фельсенбург заканчивает приготовления к организации побега Олафа Калдьмеера в Седые Земли и нанимает Юхана Клюгкатера с его «Хитрым селезнем» для плавания. Адъютант чувствует, как что-то надвигается на Эйнрехт, и пытается убедить уехать из города тех, кого может. Во время транспортировки адмирала цур зее, Руперт нападает на конвой и отбивает Олафа, после чего они скрываются в море на корабле Юхана. Но вскоре они натыкаются на «Верную звезду», корабль Бермессера. Во время схватки к ним подходит Вальдес и Луиджи Джильди, которые захватывают дриксенский флагман. Ротгер устраивает суд над теми, кто бежал из-под Хексберг. Олаф и Руперт при помощи хексбергских ведьм обвиняют предателей и тех вешают на рее.
В Олларии проходят похороны Катарины Оллар. Робер получает письма от Рудольфа Ноймаринена с одобрением его действий и от Рокэ Алва с назначением Эпинэ Проэмперадором Олларии. Но в городе потихоньку начинаются волнения. Горожане начинают нападать на военных. Никола Карваль привозит Ричарда Окделла в Надор, где тот и погибает при попытке к бегству. После смерти Повелитель Скал попадает в Лабиринт, где в провожатые получает слепого Рокэ, которого видел во сне в ночь гибели Надора. Из Олларии уходят крысы как до этого они ушли из Агариса.
Гайифский маршал Карло Капрас командует экспедиционным корпусом в Кагете, где ему поручено поддерживать сторонника империи казара Хаммаила. Местные жители намерены использовать гайифцев для улучшения собственной обороны и обучения воинскому делу, стараясь привязать Капраса к Кагете. Карло тем временем получает лишь запоздалые письма о поражениях на своей родине.
Жермон Ариго оправляется от полученной раны, узнаёт правду о своём изгнании из дома и убийстве сестры. Последнее он обсуждает в кругу тех, кто недавно был унаром в Лаик вместе с Окделлом и заставляет Валентина Придда раскрыть тайну Сузы-Музы. Дриксы тем временем продолжают захватывать талигойские крепости. В окружение попадает один из гарнизонов, который прорывался сквозь боевые порядки неприятеля и Ариго отправляется к ним на подмогу. Вскоре ситуация повторяется, но на этот раз это оказывается ловушкой и Бруно наконец-то получает генеральное сражение с фок Варзов. Но разразившуюся баталию прерывает внезапный ураган.
Рокэ и Марсель отправляются в Кагету через Сагранну, где Премудрая Гарра приводит их к алтарю, в котором Алва видит уничтоженный город Гальбрэ. Епископ Бонифаций берёт в жёны Матильду Ракан. Силы Бакрии при поддержке Алвы вторгаются в Гайифу. Рокэ при помощи Марселя составляет для Капраса письма, должные заставить его беспокоиться о своей родине. Дальнейшую игру они оставляют на Дьегаррона, Бонифация и Матильду. За Рокэ приходит Зоя Гастаки и вместе с Марселем они уходят в Надор, где Алва пропадает, а Валме с помощью выходцев возвращается в Валмон.
Лионель Савиньяк скрепляет договор с Хайнрихом совместным ужином и узнаёт последние известия из Дриксен. В Горной марке он убеждает Вольфганга-Иоганна в необходимости тройственного союза с Талигом и Гаунау. Там же он вступает в связь с женой правителя Бергмарк и дочерью Ноймаринена Урфридой. Лионель делает Манрику предложение: бывший тессорий занимается восстановлением и экономическим развитием Надора под присмотром и за это получает поблажки в обвинениях — Манрик соглашается. Савиньяк предлагает Рудольфу провести отвлекающий манёвр для Бруно, действуя силами конницы в тылах дриксенской армии, но регент отказывает ему в этом.
Луиза Арамона и Селина получают приглашение ко двору регента, но выходцы в лице Зои Гастаки и Арнольда Арамона приводят их в место, где когда-то был зарыт клад Манлия. Там отыскивается серебряная гальтарская маска, копия той, что висит в доме Капуль-Гизайлей.

### Главы
Главы романа (во всём цикле) имеют названия высших арканов колоды Таро, которым даётся следующее трактование:
- «Суд» (Le Jugement) — символизирует перемены, окончание — как плохого, так и хорошего, конец, в котором есть зерно начала, надежды и освобождения. Времени на раздумья больше нет, нужно действовать. Это знак возрождения, возвращения к давним делам, когда произошли перемены к лучшему. Перевёрнутая карта — означает нерешительность в принятии решений, разрыв отношений, возможно, разлуку. Она не оставляет человеку времени на раздумья, а заставляет его двигаться дальше.
- «Императрица» / «Хозяйка» (L’Imperatrice) — символизирует прекрасную земную любовь, приносящую плоды (свадьба, дети), соединение внешнего и внутреннего могущества, уравновешенного разумом. Некий процесс, связанный с вами, близок к завершению, надейтесь на успех. Перевёрнутая карта — стремление к действию, но необходимо ясное его осознание. Домашние хлопоты, материальные затруднения, упадок творческих сил, может означать бесплодие у женщин.
- «Солнце» (Le Soleil) — символизирует истину, стремление к свету, тихое счастье, доверие к себе и душевный мир, примирение со своей «теневой» стороной, достижение чего-то важного, исполнение желаний. Перевёрнутая карта — недоразумение, ложные представления об успехе, срыв планов. Всё сбывается, но не сразу и не в полной мере.
- «Звезда» (L’'Etoile) — символизирует возрождение и обновление, внутренний свет, надежду, спасение, беспечность. Означает прилив творческих сил, вдохновение, неожиданную помощь, новую любовь. Это хорошее самочувствие, оптимизм, осуществимые планы. Перевёрнутая карта — стремление обрести творческое состояние; иногда означает упрямство, неуступчивость, утраченные возможности.
- «Дьявол» (Le Diable) — символизирует тёмную сторону всех вещей, предопределение, фатальность, тайну. В тени скрывается дьявол, но не ходить туда — трусость. Помня о Зле, надо знать, что огонь может быть и светом, и адом. Карта также говорит о жажде материального или физического благополучия, власти, богатстве. Иногда означает рабскую зависимость от эротических желаний. Перевёрнутая карта — злоупотребление силой, усилия направлены на достижение материальных благ, эротические связи без неприятных последствий.
- «Смерть» (La Mort) — не означает физического конца, тем не менее в классических колодах (например, в «Марсельской») эту карту предпочитали оставлять непоименованной. В раскладе говорит об окончании существующего положения вещей, о глубоких изменениях в мировоззрении. Появился шанс оказаться в неизведанной ситуации. О характере перемен можно судить по соседним картам. В целом — это конец старой жизни и связанные с этим утраты: дружбы, дохода, любви. Но начинается новая эпоха. Перевёрнутая карта — дар прозрения в отношении себя и других. Может означать застой, инертность и всё с этим связанное.

### Повествование
В ходе романа к рассказчикам прибавляется:
- Арно Савиньяк — третий сын графа Арно Савиньяка и Арлетты, урождённой Рафиано. Проходил обучение в поместье Лаик вместе с Ричардом Окделлом. Для своего возраста неплохой фехтовальщик, был пятым в выпуске, и наездник. Служил в Западной армии. Поспорил, что съест свою шляпу, если Валентин Придд до конца военной кампании с Дриксен не изменит Талигу. Был переведён под начало Жермона Ариго.

## Полночь
По сути «Синий взгляд Смерти. Полночь» и «Синий взгляд Смерти. Рассвет» являются одной книгой, слишком большой для того, чтобы выйти под одной обложкой. Механическая разбивка текста автора не устраивала, поэтому пришлось разбивать сюжет по географическому принципу. Из «Полуночи» убраны север и юг, а линия Западной армии сведена к минимуму. Это делает книгу более завершённой, придаёт ей чёткость, однако выпавшие из поля зрения события слишком значимы для дальнейшего развития сюжета, чтобы просто исчезнуть. Единственным выходом стало временно́е пересечение: «Полночь» завершается утром 8-го дня Осенних Скал, «Рассвет» стартует в 7-й день Летних Молний. Таким образом значительная часть убранных из первого тома событий всё же становится достоянием читателя.

### Сюжет
Луиза Арамона с Селиной встречаются с Лионелем Савиньяком и передают ему предупреждения выходцев, а также серебряную маску. Маршал решает вывезти из столицы мать, принца и антик Капуль-Гизайлей, для чего направляет туда авангард, а остальные войска выдвигает поближе к столице.
В Олларию прибывают воры из других городов, находящихся внутри Кольца Эрнани, объясняя это тем, что их «тянет» в столицу. Учащаются склоки среди горожан. Также неясной смуте подвергаются часть солдат и церковного войска. Небольшие стычки перерастают в бунт. Робер и Левий выводят тех горожан, что остался в своём уме, из города, в чём им помогают некоторые представители Посольской палаты, но при эвакуации пропадает Никола Карваль. Арлетта вместе с Марианной, Пьетро и примкнувшим к ним Джанисом пытаются выбраться самостоятельно, но баронесса погибает. В Лаик графиня находит рукопись Эрнани, и к ним присоединяются обитатели поместья, в том числе мэтр Шабли. У Лионеля через серебряную маску случайно получается увидеть часть происходящего в столице, так как золотая пара этой маски находится у его матери. Луиза тоже видит происходящее в Олларии, когда её дочь-выходец Цилла вступает в бой с другой сверхъестественной силой в Нохе, но терпит поражение и погибает окончательно. Вскоре после бегства из города Арлетту встречает авангард, посланный Лионелем. Они уже столкнулись с теми, кто обезумел, и захватили пленного из их числа. Но безумие оказывается заразным — мэтр Шабли нападает на графиню, и его убивают.
Лионель выслушивает признание в любви от Урфриды Ноймаринен, но не отвечает ей взаимностью. Герцог Ноймаринен назначает его командором Горной марки вместо фок Варзов. При поддержке Бергмарк и Хайнриха Савиньяк надеется переубедить Ноймаринена и заставить его обратить внимание не только на войну с Бруно, но и на то, что почиталось суевериями и сказками, которые становятся реальностью. Благодаря вмешательству Селины, которая подстраивает появление бесноватого рядом с Рудольфом, Ноймаринен соглашается с планами Лионеля и наделяет его необходимыми полномочиями, после чего маршал отбывает к Эмилю.
Вырвавшись из Олларии, Робер ведёт беженцев к границе Кольца Эрнани, но обезумевшие организовывают погоню. В бывшей обители ордена Славы Эпинэ принимает бой. От рук одного из заражённых погибает Левий. Во время боя подходит подмога в лице Марселя Валме и кэналлийцев, стороживших Кольцо.
Часть солдат, выживших на Мельниковом лугу, прибывают сначала во владения графа Гирке, а затем во Франциск-Вельде готовить ополчение. Но во время проведения праздника на город нападают обезумевшие из числа дриксов. Кое-как обученное ополчение, солдаты и простые жители вступают в бой. В разгар сражения к ним на помощь приходит дриксенский генерал, который охотился за обезумевшими дезертирами. Заключив временное перемирие с Валентином Приддом, генерал Рейфер помогает одолеть бесноватых. В ходе сражения погибает Курт Вейзель.

### Главы
В этой книге, единственной за всю серию, главы романа называются не по старшим арканам Таро, а по младшим.
- «Восьмерка Мечей» — одна из наиболее кризисных карт в раскладе, символизирует конфликты, преодоление. Перевёрнутая карта — указывает на предательство, депрессии, несчастные случаи, неспособность действовать. Может означать роковые факторы.
- «Десятка Мечей» — символизирует некое препятствие, преодолеть которое необходимо. Преодоление открывает путь на новый уровень, в новый мир. Это слёзы, страдания и вместе с тем любовь, дом, мир. Перевёрнутая карта — выгода, успех, власть, авторитет и вместе с тем неумение идти дальше.
- «Девятка Посохов» — символизирует проникновение на высшие уровни сознания, получение представления о себе самом, на социальном уровне, избрание для себя базисной системы ценностей. Это предстоящие трудности, перемены, вражда, разрушение. Перевёрнутая карта — узость взглядов, потеря связи с действительностью, плохое здоровье, препятствия, проблемы.
- «Туз Посохов» — символизирует новую идею, переход на новый уровень понимания или положения, толчок, творческую мысль, везение, возвышение, славу. Перевёрнутая карта — означает отсутствие новых идей, неприятие нового, узколобость, неадекватное восприятие действительности, заблуждения, потерю смысла и цели.
- «Король Мечей» — «придворная» карта системы Таро. Означает закладку фундамента будущего действия или же сильного человека. Король Мечей — лидер, утверждающий свою власть с помощью силовых методов, очень страстный человек. Перевёрнутая карта — плохо представляет себе свои возможности, отсюда либо чрезмерная лихость, либо неоправданная осторожность.

## Рассвет
По рейтингу ожидания, составленному журналом «Мир фантастики» в 2011, «Синий взгляд смерти. Рассвет» занимал второе место.
«Рассвет» был опубликован в пяти томах с 2017 по 2019 год. Рецензенты отмечали нарастание напряженности в сюжете к концу цикла и умение автора описывать сверхъестественные явления.

## Ветер и вечность
Четвёртая часть (под общим названием «Ветер и вечность») третьего тома пятой книги цикла выходит в трёх томах.
Первый том, «Предвещает погоню», был опубликован в 2021 году. Запланировано ещё два тома — «Песня четырёх» и «Солнце над башней».